# Microgramma crispata
Microgramma crispata är en stensöteväxtart som först beskrevs av Fée, och fick sitt nu gällande namn av R. M. Tryon och A. F. Tryon. Microgramma crispata ingår i släktet Microgramma och familjen Polypodiaceae. Inga underarter finns listade.